# Експозиционно число
Експозиционното число (EV) е величина, използвана във фотографията за измерване на експозицията. То зависи от скоростта на затвора и относителната апертура на фотокамерата:
{\displaystyle \mathrm {EV} =\log _{2}{\frac {N^{2}}{t}},}
където
- N е относителната апертура
- t времето за експозиция (скоростта на затвора) в секунди

Експозиционно число 0 съответства на време за експозиция от 1 s и апертура от f/1.0. Увеличението на експозиционното число с единица съответства на намаляване на експозицията наполовина, което може да се постигне с намаляване на времето за експозиция наполовина, с намаляване на апертурата наполовина или комбинация от двете.